# 圣托里尼机场

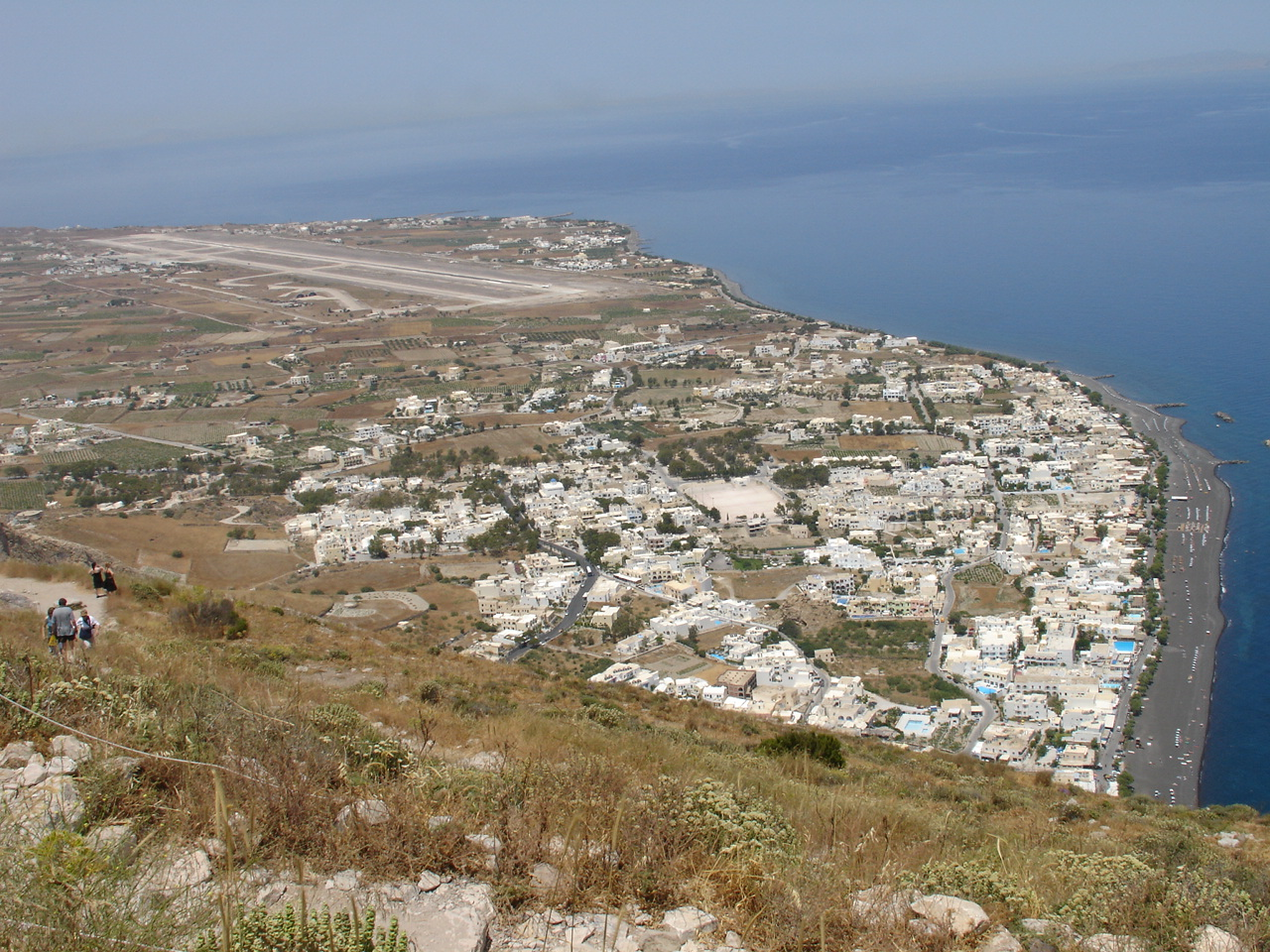
Kamari town and Santorini National Airport

圣托里尼机场（希臘語：Κρατικός Αερολιμένας Σαντορίνης）是希腊的圣托里尼岛的一座机场，机场位于圣托里尼岛的东部， 是一座军民合用机场。机场容量有限，最多仅能容纳6架民用飞机。

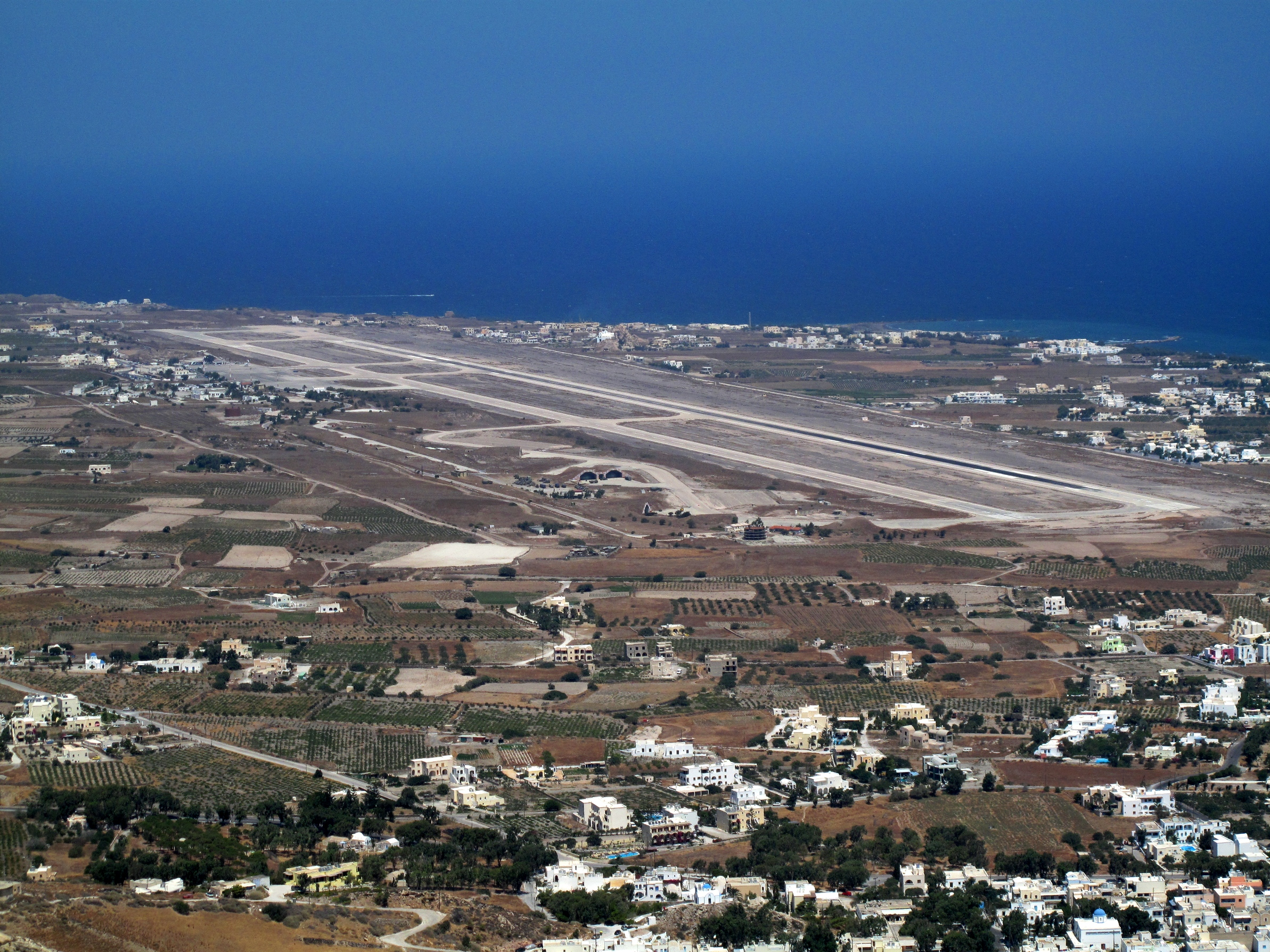
从老菲拉看圣托里尼机场

聖托里尼機埸位於聖托里尼市區東南面約6公里，是基克拉澤斯群島中，為數不多的主要機場之一。其主要的瀝青跑道（16L-34R）長度為2125米，並依照平行跑道的規格而建，可供波音757、波音737、空中巴士A320、BAe 146、福克70及ATR 72等機型進行升降。主要航線均由奥林匹克航空及愛琴海航空經營，亦有其他航空公司營運的季節性航班及包機。於2014年，達機場的旅客流量達1179653人次，比2013年同期增長31.3％。

## 航點
| 航空公司                              | 目的地                                                                     |
| ------------------------------------- | -------------------------------------------------------------------------- |
| 愛琴海航空                            | 雅典 季節性: 拉納卡、 塞薩洛尼基 季節性包機: 布加勒斯特、特拉維夫          |
| 奧林匹克航空 由愛琴海航空營運         | 塞薩洛尼基（2016年5月28日開辦）                                            |
| 阿斯特拉航空                          | 季節性: 米科諾斯、塞薩洛尼基                                               |
| 葉林航空                              | 季節性: 雅典、塞薩洛尼基                                                   |
| 彌諾斯航空                            | 季節性: 雅典、羅得島                                                       |
| 英國航空                              | 季節性: 倫敦-希斯路                                                        |
| 英國航空 由英航城市飞行者航空營運     | 季節性: 倫敦-城市                                                          |
| 托馬斯庫克航空                        | 季節性: 伯明翰、倫敦-格域、曼徹斯特、紐卡斯爾                              |
| 湯姆森航空                            | 季節性: 伯明翰、布里斯托、 倫敦-格域、曼徹斯特                             |
| 易捷航空                              | 季節性（夏季）: 倫敦-格域、曼徹斯特、米蘭-馬爾彭薩、羅馬-菲烏米奇諾        |
| 瑞士易捷航空                          | 季節性（夏季）: 日內瓦                                                     |
| 雪絨花航空                            | 季節性: 蘇黎世                                                             |
| HolidayJet 由日耳曼尼亞弗拉格航空營運 | 季節性: 蘇黎世                                                             |
| 意大利晷航空                          | 季節性: 波隆納、米蘭-馬爾彭薩、那不勒斯、 凡羅拿                           |
| 藍景航空 由藍景航空營運               | 季節性: 貝加莫 、 波隆納、 卡塔尼亞、羅馬-菲烏米奇諾                       |
| 意大利航空                            | 季節性: 米蘭-連尼治 、羅馬-菲烏米奇諾（2016年8月4日開辦）                  |
| 漢莎航空                              | 季節性:慕尼黑（2016年5月7日開辦）                                          |
| 日耳曼之翼航空                        | 季節性: 科隆/波昂                                                          |
| 日耳曼尼亞航空                        | 季節性（夏季）: 漢堡                                                       |
| 神鷹航空                              | 季節性: 杜塞爾多夫、法蘭克福、慕尼黑、斯圖加特                             |
| 維羅提航空                            | 季節性: 雅典、巴里、那不勒斯、巴勒莫、威尼斯、凡羅拿（2016年5月30日開辦）  |
| 伏林航空                              | 季節性: 巴塞隆拿、畢爾包、佛羅倫薩、羅馬-菲烏米奇諾                        |
| 西班牙航空快線                        | 季節性:馬德里（2016年6月20日開辦）                                         |
| 法國泛航航空                          | 季節性: 南特、巴黎-奧利                                                    |
| 亞德里亞航空                          | 季節性包機: 盧布爾雅那                                                     |
| Aviolet 由塞爾維亞航空營運            | 季節性包機: 貝爾格萊德                                                     |
| 奧地利航空                            | 季節性: 格拉茨、林茲、維也納                                               |
| 尼基航空                              | 季節性:格拉茨、維也納                                                      |
| 芬蘭航空                              | 季節性包機: 赫爾辛基（2016年5月7日開辦）                                   |
| 捷时航空                              | 季節性包機: 哥本哈根                                                       |
| 北歐航空                              | 季節性包機: 卑爾根、 奧斯陸-加勒穆恩、 斯塔萬格、特隆赫姆                  |
| 挪威航空                              | 季節性: 哥本哈根、赫爾辛基、倫敦-格域、 奧斯陸-加勒穆恩、斯德哥爾摩-阿蘭達 |
| 新星航空                              | 季節性包機: 奧斯陸-加勒穆恩                                                |
| 瑞安航空                              | 雅典                                                                       |
| 小行星航空                            | 季節性包機: 倫敦-格域                                                      |
| 羅馬尼亞航空                          | 季節性包機: 布加勒斯特                                                     |
| 泛航航空                              | 季節性: 阿姆斯特丹                                                         |
| 捷特飛航空                            | 季節性（夏季）: 布魯塞爾                                                   |

## 外部連結
- 官方網站